# Александр Рібо
Олександр Фелікс Жозеф Рібо (фр. Alexandre Félix Joseph Ribot; 7 лютого 1842, Сент-Омер, департамент Па-де-Кале — 13 грудня 1923, Париж) — французький політик і державний діяч, неодноразово очолював кабінет міністрів Франції.

## Біографія
Александр Рибо, після отримання юридичної освіти працював адвокатом.
У 1878 році Рібо був вибраний в палату депутатів, де, приєднавшись до лівого центру, боровся проти амністії та повернення палат в Париж.
Як співробітник журналу «Parlement», виступив противником заходів, прийнятих по відношенню до духовних конгрегацій.
Рибо зайняв в палаті впливове становище і зробився одним з вождів і головним промовцем республіканської консервативної групи; він брав діяльну участь в обговоренні фінансових питань (був доповідачем бюджету 1883) і питань зовнішньої політики. Так, він сильно критикував тонкинску експедицію і сприяв падінню міністерства Феррі в 1885 році.
У 1890 році Рібо прийняв у кабінеті Фрейсіне портфель міністра закордонних справ, який зберіг і в міністерстві Еміля Лубе 1892.
Сприяв зближенню російської Імперії і Франції (відвідування Кронштадта адміралом Жерве).
Після падіння кабінету Лубе, Олександр сформував на початку 1893 року новий кабінет, в якому, разом з посадою міністра-президента, взяв на себе портфель міністра внутрішніх справ.
Кабмін Рибо підтримував політику республіканської концентрації. Рибо провів закон про передачу судам виправній поліції справ про проступки у пресі проти іноземних урядів або їх представників.
У квітні 1893 міністерство Рібо було розпущене, внаслідок незгоди між палатою і сенатом з питання про бюджет.
У січні 1895 року, після падіння другого кабінету Дюпюї та виходу у відставку президента Казимира Пер'є, Рібо склав нове міністерство з радикальних і помірних елементів, і сам прийняв портфель міністра фінансів; але вже в жовтні того ж року міністерство розпустили, внаслідок викриттів у справі про південних залізницях.
Пізніше Рибо ще двічі очолював кабінет міністрів: з 9 червня по 13 червня 1914 року й з 20 березня по 12 вересня 1917 року.
Олександр Фелікс Жозеф Рібо помер 13 січня 1923 в Парижі.